# Keraladiaptomus rangareddyi
Keraladiaptomus rangareddyi is een eenoogkreeftjessoort uit de familie van de Diaptomidae. De wetenschappelijke naam van de soort is voor het eerst geldig gepubliceerd in 1994 door Santos-Silva, Kakkassery, Maas & Dumont.